# Cantons de la Vall del Marne
Els cantons de la Vall del Marne (Illa de França) són 25 i s'agrupen en tres districtes. Fins al 2015 hi havia 49.

## 1984 - 2015
- Districte de Créteil (25 cantons - prefectura: Créteil) :
cantó d'Alfortville-Nord - cantó d'Alfortville-Sud - cantó de Boissy-Saint-Léger - cantó de Bonneuil-sur-Marne - cantó de Charenton-le-Pont - cantó de Choisy-le-Roi - cantó de Créteil-Nord - cantó de Créteil-Oest - cantó de Créteil-Sud - cantó d'Ivry-sur-Seine-Est - cantó d'Ivry-sur-Seine-Oest - cantó de Maisons-Alfort-Nord - cantó de Maisons-Alfort-Sud - cantó d'Orly - cantó de Saint-Maur-des-Fossés-Centre - cantó de Saint-Maur-des-Fossés-Oest - cantó de Saint-Maur-La Varenne - cantó de Sucy-en-Brie - cantó de Valenton - cantó de Villecresnes - cantó de Villeneuve-le-Roi - cantó de Villeneuve-Saint-Georges - cantó de Vitry-sur-Seine-Est - cantó de Vitry-sur-Seine-Nord - cantó de Vitry-sur-Seine-Oest

- Districte de L'Haÿ-les-Roses (9 cantons - sotsprefectura: L'Haÿ-les-Roses) :
cantó d'Arcueil - cantó de Cachan - cantó de Chevilly-Larue - cantó de Fresnes - cantó de L'Haÿ-les-Roses - cantó de Le Kremlin-Bicêtre - cantó de Thiais - cantó de Villejuif-Est - cantó de Villejuif-Oest

- Districte de Nogent-sur-Marne (15 cantons - sotsprefectura: Nogent-sur-Marne) :
cantó de Bry-sur-Marne - cantó de Champigny-sur-Marne-Centre - cantó de Champigny-sur-Marne-Est - cantó de Champigny-sur-Marne-Oest - cantó de Chennevières-sur-Marne - cantó de Fontenay-sous-Bois-Est - cantó de Fontenay-sous-Bois-Oest - cantó de Joinville-le-Pont - cantó de Nogent-sur-Marne - cantó d'Ormesson-sur-Marne - cantó de Le Perreux-sur-Marne - cantó de Saint-Mandé - cantó de Villiers-sur-Marne - cantó de Vincennes-Est - cantó de Vincennes-Oest

## 2015
Una nova redistribució territorial va ser definida per decret del 17 de febrer de 2014, per al departament de Val-de-Marne, que va entrar en vigor en el moment de la primera renovació general d'assemblearis departamentals després d'aquest decret, qüestió que va passar al març de 2015.
Es va reduir de 49 a 25 cantons.
- Alfortville
- Cachan
- Champigny-sur-Marne-1
- Champigny-sur-Marne-2
- Charenton-le-Pont
- Choisy-le-Roi
- Créteil-1
- Créteil-2
- Fontenay-sous-Bois
- L'Haÿ-les-Roses
- Ivry-sur-Seine
- Le Kremlin-Bicêtre
- Maisons-Alfort
- Nogent-sur-Marne
- Orly
- Plateau briard
- Saint-Maur-des-Fossés-1
- Saint-Maur-des-Fossés-2
- Thiais
- Villejuif
- Villeneuve-Saint-Georges
- Villiers-sur-Marne
- Vincennes
- Vitry-sur-Seine-1
- Vitry-sur-Seine-2